# アグレックス
株式会社アグレックス（Agrex Inc.）は日本のシステムインテグレーター（ユーザー系）。本社は東京都新宿区に所在する。TISの完全子会社。

## 概要
ビジネスプロセスアウトソーシング（BPO）、ソフトウェアソリューション（SS）、システムインテグレーション（SI）の3つのサービスを柱に事業を展開している企業である。
主力はBPOサービスであり、売上の半分以上を占める。業種別では金融向けが売上の半分以上を占める。またアメリカのHarte-Hanks社の名寄せパッケージ「TRILLIUM」の国内販売代理店でもあり、同パッケージは国内では有数のシェアを誇る。

## 沿革
- 1965年（昭和40年）9月 - 株式会社日本能率コンサルタントとして設立。
- 1968年（昭和43年）2月 - データ入力センターを開設。
- 1972年（昭和47年）4月 - 受託計算サービスを開始。
- 1974年（昭和49年）7月 - 連想入力方式による漢字情報処理サービスを開始。
- 1975年（昭和50年）8月 - 全国住所マスター「ADDRESS」を開発し、販売開始。
- 1980年（昭和55年）7月 - 連想入力方式による漢字入力パッケージ「KANPS」を開発し、販売開始。
- 1981年（昭和56年）
  - 1月 - 全国金融機関コードマスター「N‐BANC」を開発し、販売開始。
  - 7月 - ソフトウェア開発サービスを開始。
- 1982年（昭和57年）4月 - 「AP（ADDRESS Package）シリーズ」（住所入力・検索システム等）を開発し、販売開始。
- 1983年（昭和58年）1月 - 全国学校マスター「SCHOOL」を開発し、販売開始。
- 1990年（平成2年）10月 - 株式会社アプラスと資本提携
- 1991年（平成3年）
  - 1月 - 株式会社アグレックスに商号変更。
  - 4月 - アプラスの総合情報システム「ATLAS」構築に参画。
- 1992年（平成4年）2月 - 通産省（現・経済産業省）システムインテグレータ登録。
- 1993年（平成5年）4月 - インフォア・グローバル・ソリューションズ社とビジネスパートナー代理店契約を締結し、ERPパッケージ「LX」などの導入サービスを開始。
- 1994年（平成6年）4月 - 「Dr.シリーズ」Dr.人事・給与・会計パッケージを開発し、販売開始。
- 1996年（平成8年）7月 - イメージエントリーシステム「FDES」を開発し、サービスを開始。
- 1998年（平成10年）3月 - CTIシステムを開発し、コールセンターサービスを開始。
- 1999年（平成11年）
  - 7月 - トリリアムソフトウェア社と提携し、データクレンジング・名寄せツール「TRILLIUM」を販売開始。
  - 10月 - 全国住所マスター「ADDRESS」でISO9001の認証を取得。「Dr.シリーズ」Dr.人事・給与をバージョンアップし、Dr.人事・給与Expertを販売開始。
- 2002年（平成14年）
  - 2月 - プライバシーマークを取得。TIS株式会社が当社株式の過半数を取得。
  - 4月 - 当社株式をJASDAQ市場に上場。
  - 9月 - CRO（医薬品開発業務受託機関）事業に参入。
- 2004年（平成16年）
  - 3月 - 当社株式を東京証券取引所市場第二部に上場。
  - 11月 - ISMS（情報セキュリティマネジメントシステム）の認証を取得。
- 2005年（平成17年）5月 - 高セキュリティのシステムセンターを開設し、BPO次世代基盤システムを活用したサービスを開始。
- 2006年（平成18年）
  - 9月 - 当社株式を東京証券取引所市場第一部に上場。オープンテクノ株式会社の全株式を取得。
  - 12月 - 株式会社フィネスの全株式を取得。
- 2007年（平成19年）
  - 3月 - 保険代理店システムのヘルプデスクサービスでISO 20000の認証を取得。
  - 4月 - オープンテクノ株式会社と株式会社フィネスが合併し、アグレックスファインテクノ株式会社が発足。
- 2008年（平成20年）
  - 3月 - 登録管理ネットワーク株式会社の全株式を取得。
  - 6月 - 東京都新宿区西新宿の新宿住友ビルに本社を移転。
  - 8月 - クロノバ株式会社の株式の過半数を取得。
  - 10月 - グループ再編により、ITホールディングス株式会社が当社株式の過半数を取得。
- 2010年（平成22年）
  - 5月 - ACメディカル株式会社を設立。
  - 7月 - クロノバ株式会社の全株式を取得。
  - 10月 - CRO事業の再編により、ACメディカル株式会社がクロノバ株式会社を吸収合併。
- 2011年（平成23年）1月 - CRO事業の再編により、ACメディカルに当社CRO事業を会社分割。
- 2014年（平成26年）
  - 6月 - ロゴマークを変更。
  - 12月 - 株式公開買付けにより、ITホールディングス株式会社が90%超の株式を取得。
- 2015年（平成27年）3月 - 株式上場廃止。ITホールディングスの完全子会社となる。
- 2016年（平成28年）7月 - 親会社のITホールディングスがTISを吸収合併し、TIS株式会社に商号変更。
- 2018年（平成30年）
  - 3月 - 東京都新宿区西新宿三丁目の東京オペラシティに本社を移転。東京都多摩市鶴牧に新拠点「Biz TRUXIA」を開設。
  - 4月 - TISソリューションリンクがアグレックスファインテクノ株式会社を吸収合併。
- 2021年（令和3年）
  - 4月 -TISインテックグループのネオアクシス株式会社と合併